# Rohrkupplung

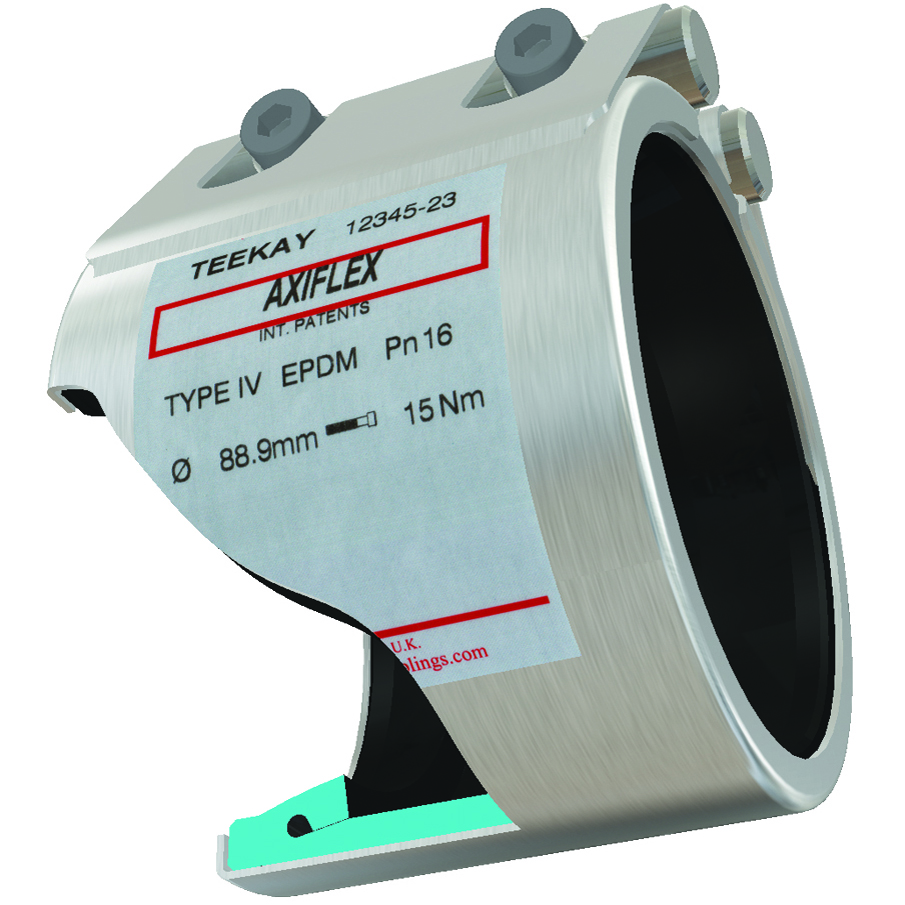
Beispiel einer Schnellkupplung

Rohrkupplungen dienen zur Verbindung zweier Rohre, ohne diese zu flanschen, zu schweißen, zu nuten oder mit Gewinde zu versehen. Rohre können dabei reversibel und mit hoher Festigkeit verbunden werden. 

## Kupplungsvarianten
Es gibt Kupplungsvarianten für verschiedene Einsatzzwecke.
Gängige Bezeichnungen sind u. a.:
- Zugfeste Rohrkupplungen

Mittels zweier Ankerringe, die durch Anpressen an das Rohr in die Oberfläche eingreifen, wird das Auseinanderziehen der Rohre durch Knick- oder Zugbelastung verhindert.
- Nicht zugfeste Kupplungen

Für ein bereits fixiertes Rohrleitungssystem ist diese Variante geeignet. Da keine axiale Zugkräfte durch die Kupplung aufgefangen werden müssen, ist ein Leitungsdurchmesser von bis zu 4 Metern möglich. Jedoch erhöht sich die Festigkeit der Kupplung mit Zunahme des Mediumdrucks durch das Anpressen der Gummis an die Rohrleitung. Das Verbindungsteil kann wahlweise über die Rohrenden geschoben werden oder als aufklappbare Variante um das Rohr gelegt werden. 
- Vierkant-Kupplung

Möglichkeit um Vierkantrohre schnell und effektiv zu verbinden, ohne diese schweißen oder flanschen zu müssen. Das Rohrleitungssystem muss hierbei gegen Verschieben fixiert werden, da es sich um eine nicht zugfeste Kupplung handelt.
- Stufen-Kupplung

Mit Hilfe von sogenannten Stufen-Kupplungen ist es möglich, Rohre unterschiedlicher Durchmesser und verschiedener Materialien miteinander zu verbinden.
- Fire-Safe, FLAMSTOP und FIRE FENCE (alle typengleich)

Eine zugfeste Verbindung mit eingelegtem Flammschutz. Sie wird vorrangig im Schiffbau verwendet.

## Werkstoffe und Dichtungen
Es werden V2A Werkstoffe wie 304 (1.4301) und V4A Werkstoffe wie 316/316L (1.4401/1.4404) für die Gehäuse verwendet. Für die Verschlüsse ist neben den Edelstahlwerkstoffen auch ein C-Stahl verwendbar. Handelt es sich um Verschlüsse aus C-Stahl, kann ein Korrosionsschutz nötig sein. Bei Verschlüssen aus Edelstahl (V2A/V4A) wird lediglich eine schmierende Beschichtung auf die Verschlüsse aufgetragen, um das sogenannte Kaltverschweissen der Schrauben im Gewinde zu vermeiden.
Für verschiedene Anwendungsbereiche werden die entsprechenden Dichtungswerkstoffe angewandt. 
| Kurzzeichen | Chemische Bezeichnung                    | Einsatz- bzw. Temperaturbereich |
| ----------- | ---------------------------------------- | --- |
| NBR         | Nitril-Butadien-Kautschuk                | Hydraulik und Pneumatik. Beständig bis +80 °C bei Wasser, Ölen und Benzin. |
| HNBR        | Hydrierter Acrylnitrilbutadien-Kautschuk | Gleiche Anwendungsbereiche wie Nitril-Butadien-Kautschuk nur mit höherer Beständigkeit gegen Temperaturen +80 °C |
| EPDM        | Ethylen-Propylen-Dien-Kautschuk          | Sehr gute Alterungsbeständigkeit. Für UV- und Ozonbelastung geeignet. Temperaturbereich von +30 °C bis +100 °C. |
| Viton       | Fluor- oder Fluorkarbonkautschuk         | Hervorragende Beständigkeit gegen hohe Temperaturen, Ozon, Sauerstoff, Mineralöle und viele organische Lösungsmittel. Wärmebeständigkeit bis ca. +250 °C (dies jedoch nur für eine sehr kurze, nicht definierte Zeit). Kältebeständigkeit bis ca. −25 °C |

## Rohr-Axialität (Ausrichtung)
- Rohrversatz

Es ist ein begrenzter rohrabhängiger Versatz möglich. 
- Winkelabweichung

Eine begrenzte Winkelabweichung der beiden Rohrteilstücke kann abgefangen werden.
- Achsenversatz

Durch den Einbau eines Zwischenstücks kann hiermit auch ein Achsenversatz aufgenommen werden.
- Rohrabstand

Der mögliche Abstand zweier Rohrenden innerhalb einer Rohrleitung kann überbrückt werden. Dabei muss beachtet werden, dass der Rohrendenabstand immer kleiner ist als die dabei notwendige Bandeinlage. 
Ansonsten wird diese zwischen den Rohren in die Rohre hingedrückt und verliert somit die Funktion.
- Ovalität

Eine Verformung des Rohrquerschnitts kann ausgeglichen werden, sofern es sich um eine gleichmäßige Ovalität handelt und keine „flachen“ Stellen vorhanden sind.

## Anwendungsmöglichkeiten
Im Prinzip finden Schnellkupplungen überall dort Anwendung, wo zwei Rohrleitungssysteme schnell und zuverlässig verbunden werden müssen, ohne eine Schweißung oder Nutung vorzunehmen. Beispiele sind der Motoren- und Schiffsbau, die Gebäudetechnik sowie die Wasserindustrie.

## Montage
Bei der Montage muss das Rohr bestimmte Merkmale aufweisen. Die Kanten müssen gerade und entgratet sein und es muss auf Verunreinigungen achtgegeben werden, um die optimale Festigkeit zu gewährleisten.